# Raphaël Coleman
Raphaël Coleman (Londres, 30 de setembro de 1994 – 6 de fevereiro de 2020) foi um ator britânico.
Ficou conhecido por fazer Eric Brown em Nanny McPhee - a Babá encantada. Foi premiado como a melhor interpretação masculina no 13º Brussels Short Film Festival.
Coleman estudou zoologia na Universidade de Manchester e passou a se dedicar ao ativismo ambiental, fazendo parte da Extinction Rebellion com o codinome Iggy Fox. Ele morreu após desmaiar durante uma corrida. Na época de sua morte, Fox e outros membros do grupo Snowflakes - grupo da Extinction Rebellion - deveriam ser julgados por vandalizar a Embaixada do Brasil em Londres em 2019, em protesto contra os incêndios na Amazônia. O caso foi julgado em 2021, com todos os réus, exceto um, considerados culpados.

## Filmografia
- Nanny McPhee (2005) como Eric Brown
- It's Alive (2008) como Chris Davis
- Edward's Turmoil (2009) como Edward
- The Fourth Kind (2009) como Ronnie Tyler